# Площадь Дзержинского (Волгоград)
Площадь Дзержинского — площадь в Тракторозаводском районе Волгограда.
Территория площади занимает часть объекта культурного наследия регионального значения — «Место подвига Федорова И., погибшего при отражении танковых атак фашистов». Основным композиционным центром площади являются проходные Волгоградского тракторного завода, построенные в послевоенное время по проекту архитектора И. С. Николаева. Проходные - объект культурного наследия регионального значения. На площади расположен ещё один объект культурного наследия регионального значения — памятник Дзержинскому. Посреди площади, перед центральной проходной завода, на постаменте находится танк Т-34. Он был установлен в 1943 году в честь боевых и трудовых подвигов рабочих Сталинградского тракторного завода. В 1949 году танк перенесён на постамент, а в 1978 была произведена его реконструкция, в результате которой он принял свой современный вид.

## Галерея

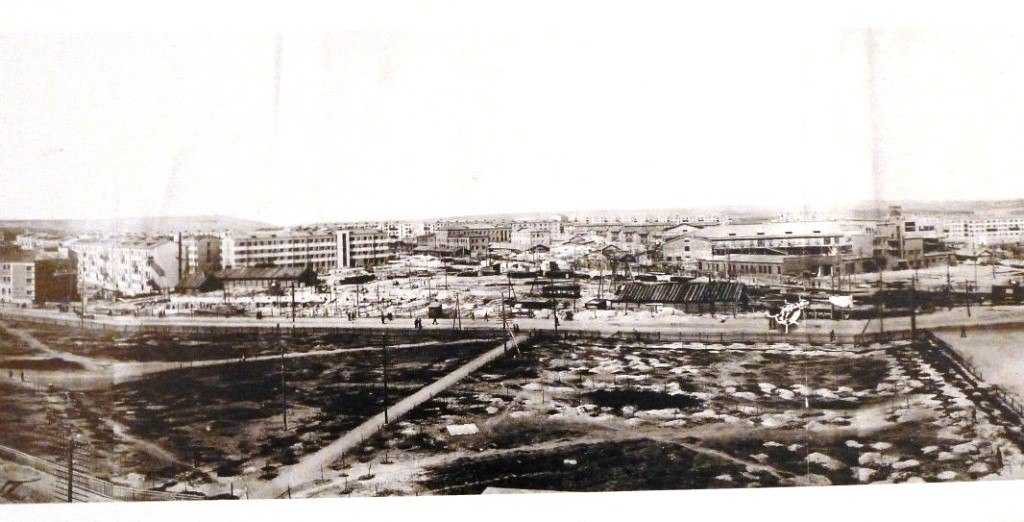
1930-е годы. Крайнее левое здание - существующее сегодня (2016) здание музыкальной школы. Справа от центра в второй половине 1930-х годов будет построено здание 3й школы.
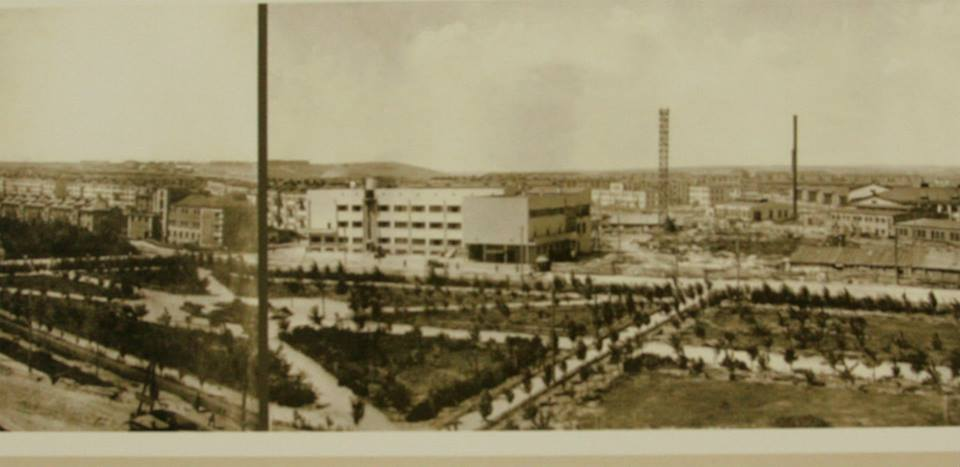
1930-е годы. Второе слева здание - существующее сегодня (2016) здание музыкальной школы, в центре (на месте кафе Славянка) дом культуры имени Горького (разрушено в дни СБ, не восстанавливалось), в правом углу на пустsре будет построена 3я школа.
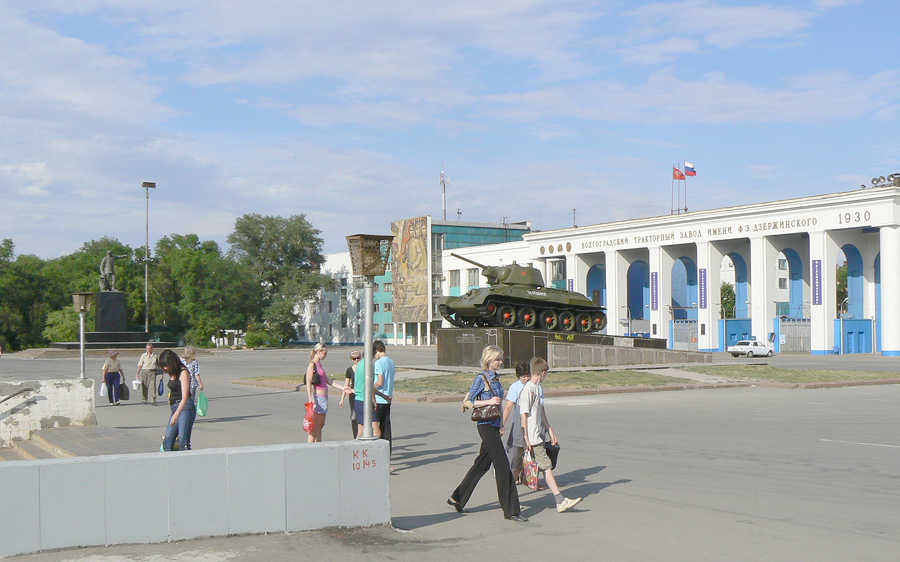
2007 год
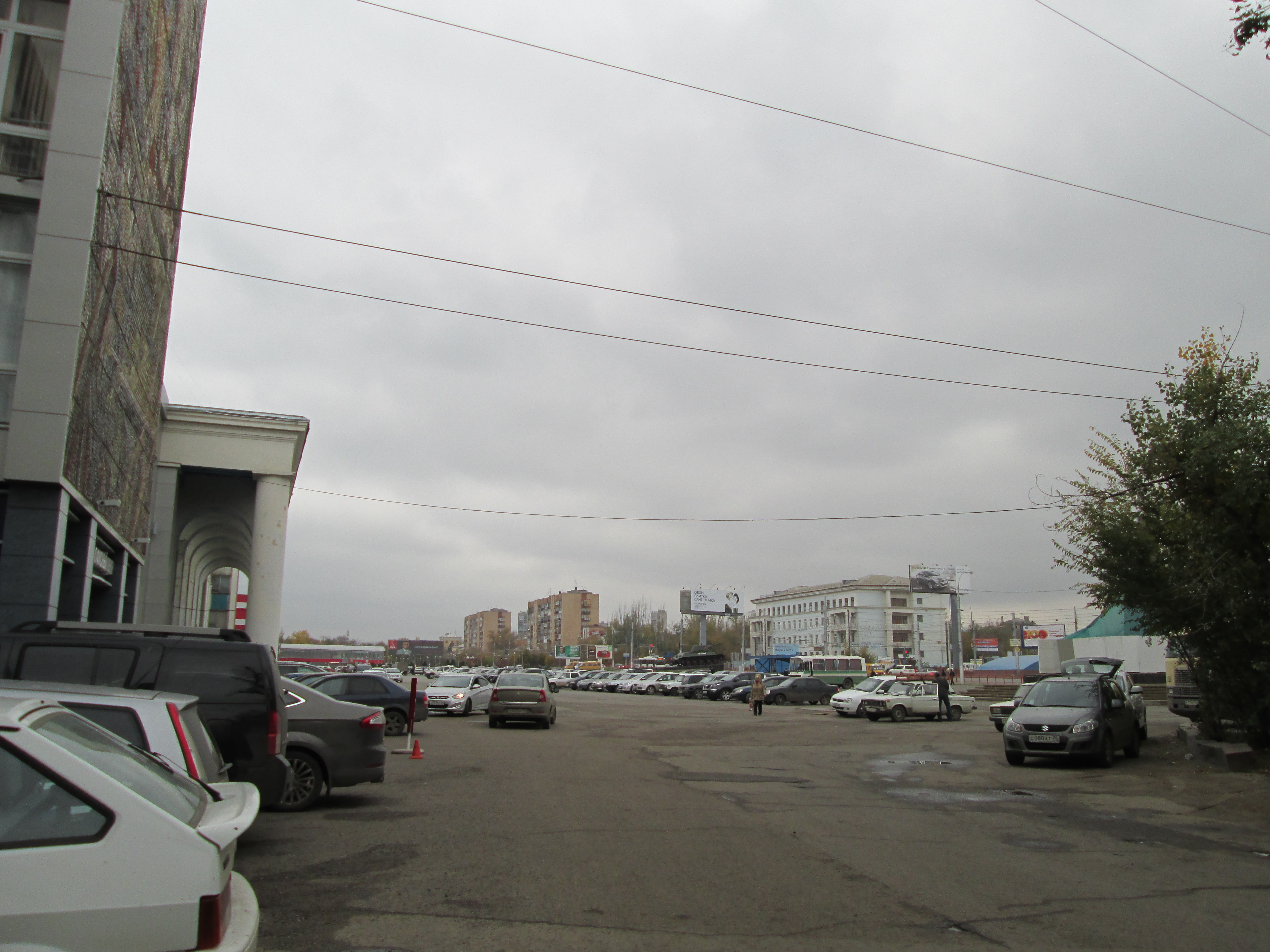
2013 год
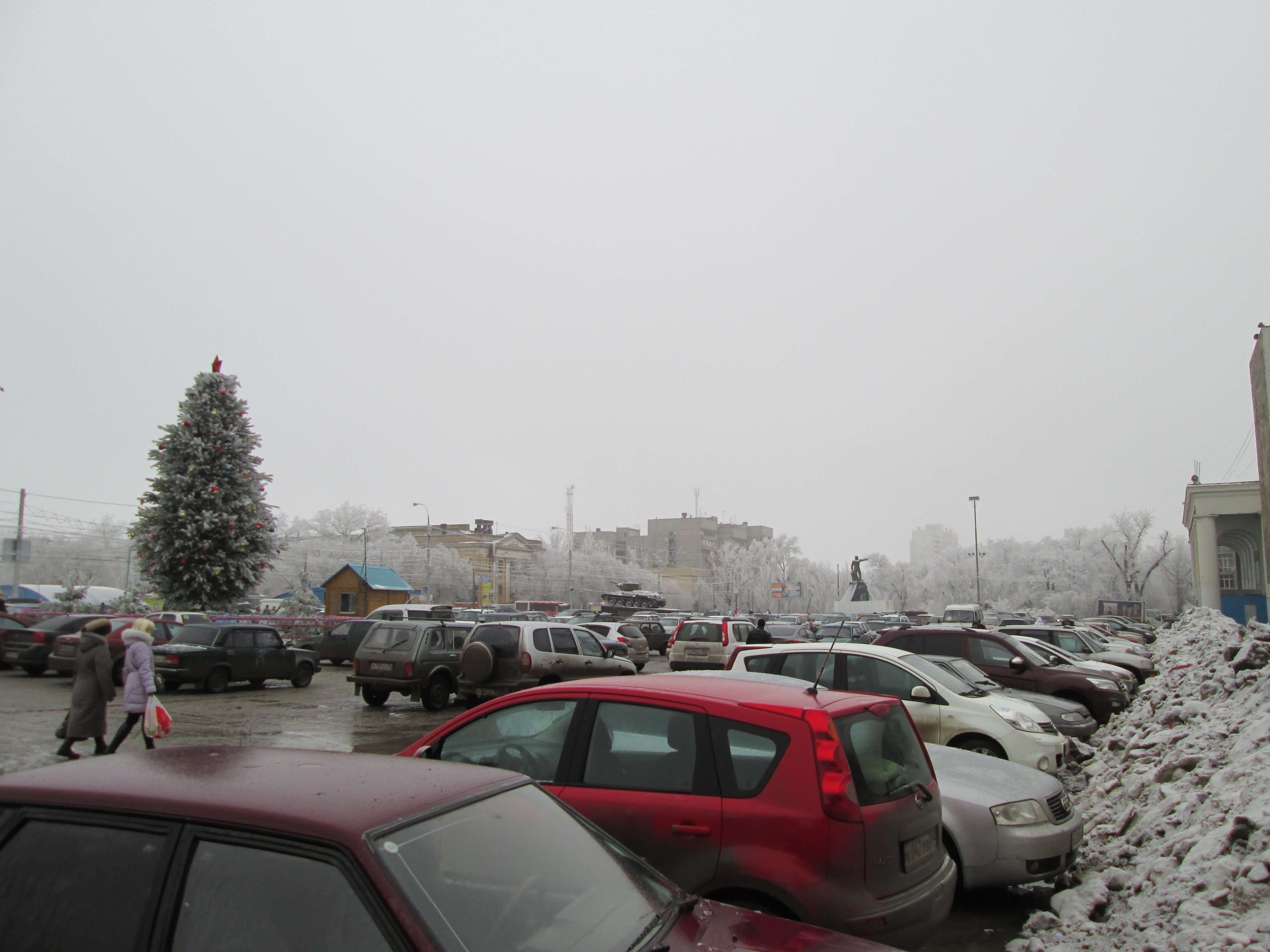
29 декабря 2013 года